# ゆめタウン徳島
ゆめタウン徳島（ゆめタウンとくしま）は、徳島県板野郡藍住町奥野字東中須に所在する株式会社イズミのショッピングセンターである。

## 概要
株式会社イズミの徳島県第一号店である。
徳島県はこれまで全国で唯一店舗面積が3万平方メートル以上の大型商業施設がなかったが、当SCの開業により、売り場面積は北島町のフジグラン北島の2倍以上で、徳島市内の徳島駅前再開発ビル（そごう徳島店）を抜き、イオンモール徳島が開業するまでは県内最大規模であった。
出店する藍住町は、人口10万人ほどの板野郡の中心部に位置しており、徳島市のベッドタウンであるため住民の平均年齢が若い。北には鳴門市もあり、アクセスも良い。近年徳島県道29号徳島環状線を中心に大型商業施設が次々と建設されている。

### 施設概要
- 延床面積 - 12万5,000 m2
- 施設面積 - 4万0000 m2
- 建設業者 - 鹿島建設
- 営業時間 - 9:00-23:00

### 年表
- 2011年（平成23年）2月 - 新築起工。
- 2011年（平成23年）11月22日 - プレオープン。
- 2011年（平成23年）11月24日 - グランドオープン[2]。

## テナント
1F
- alo
- チャオパニックティピー
- GLOBAL WORK
- メドック
- ドゥスハルモニ
- オンワードクローゼットセレクト
- オペークドットクリップ
- studio CLIP
- LUCA
- ディスコート
- ナチュラルビューティーベーシック
- ローリーズファーム
- アルファベッツアルファベット
- BAYFLOW
- WEGO
- niko and...
- バナナ
- タイムタイム
- ジュエリーツツミ
- 靴下屋
- サックスバージーン
- コスメティックセンコヤ
- ファンケル　New me
- ハウスオブローゼ
- LUSH
- スーパースポーツゼビオ/ゴルフパートナー
- ロフト
- 織部
- 無印良品
- ひごペットフレンドリー
- 眼鏡市場
- アルビオン・ドレッサー
- はんこ・印刷の大谷
- サリュ
- 212キッチンストア
- ハンプティーダンプティー
- アフタヌーンティー・リビング
- 花由
- pia Sapido
- ティーウェイ
- パリクロアッサン
- スターバックスコーヒー
- ハレルヤスイーツキッチン
- ビアードパパの作りたて工房
- GODIVA
- 和菓子処　福屋
- ナッツベリーファーム
- 口福堂
- 果汁工房　果琳
- ルピシア
- カルディコーヒーファーム
- サンクゼールワイナリー
- ケンタッキーフライドチキン
- 桃李
- 回転寿司　すし丸
- 総本家　橋本
- とんかつ新宿さぼてん
- しゃぶしゃぶ美山
- 五穀
- 串家物語
- TULLY'S COFFEE & TEA
- いしがまやハンバーグ
- 鎌倉パスタ
- タン次郎
- 徳島バス高速バスチケット売り場
- QBハウス
- ラッキー堂
- ふりそでMODEウェディングボックス
- 楽天モバイル
- ワイモバイル
- ソフトバンク
- auショップ
- ドコモショップ
- JTB
- 徳島大正銀行れいんぼ～プラザ
- あわぎんゆめプラザ
- シューズマイスター
- 洗濯屋さん

2F
- Si・Shu・Non
- プティマイン
- ベリーキッス
- BREEZE
- ライトオン
- ユニクロ
- HIDEAWAY
- coen
- スプレイ　プレミアム
- ワコール　ザ　ストア
- チュチュアンナ　グランデ
- Honeys
- わものや
- ジュエリー池田
- 鶴の石
- ジュリア・オージェ
- チェルシーニューヨーク
- エクセル
- JINS
- ABC-MART
- ABC-MART SPORTS
- SAC'S BAR
- ムラサキスポーツ
- 3COINS+plus
- タオル美術館
- シューシュー
- ダイソー
- おもちゃのイルカ
- 中央コンタクト
- Zoff
- 紀伊國屋書店
- サンキューマート
- パフェ&クレープ Koti
- お好み一番地・たこ一番
- サンマルクカフェ
- サーティワンアイスクリーム
- 本場徳島の味 東大
- だがし夢や
- ミスタードーナツ
- マクドナルド
- モスバーガー
- 一風堂
- 大阪王将
- 宮武讃岐うどん
- 焼魚定食と釜戸ごはん
- ペッパーランチ ゆめタウン徳島
- 牛角焼肉食堂
- ナムコ
- #C-pla
- NOVA
- コスモスデンタルクリニック
- あいずみクリニック
- ジュエルカフェ
- Blanc
- ラフィネ
- ＲＢＬ
- スタジオアリス
- セイハ英語学院
- iCracked
- ゆめあんしんプラザ
- ママのリフォーム

## 交通
自動車
- 最寄りインターチェンジ：徳島自動車道・藍住インターチェンジ、高松自動車道・板野インターチェンジ

バス
- 最寄りバス停：徳島バス鍛冶屋原線（不動経由便）／応神藍住線／北島藍住線／ゆめタウン徳島直行便（土・日・祝日のみ運行）「ゆめタウン徳島」：下車すぐ

鉄道
- 最寄り駅：四国旅客鉄道（JR四国）高徳線・板野駅、吉成駅

## 周辺施設

### 商業施設
- フジグラン北島
- ヤマダ電機テックランド徳島藍住店
- コーナン徳島藍住店
- スポーツデポ徳島藍住店
- ゴルフ 5徳島藍住店
- ケーズデンキ藍住店
- ニトリ徳島藍住店

### 公共施設
- 藍住町役場
- 藍住町立藍住中学校
- 藍住町立藍住南小学校

## 提供番組
- ゆめとくテレビ - 四国放送で放送されていたミニ番組。木曜 20:54 - 21:00（2011年11月24日から2013年2月28日まで）。